# Sand Springs (Teksas)
Sand Springs je naseljeno mjesto za statističke potrebe u američkoj saveznoj državi Teksas. Prema popisu stanovništva iz 2010. u njemu je živjelo 835 stanovnika.